# 格拉布费尔德
格拉布费尔德（德語：Grabfeld，發音：[ˈɡʁaːpˌfɛlt]）是德国巴伐利亚州北部和图林根州南部交界处的一个地区，海拔最高点位于格莱希山脉，高679米。巴伐利亚州的伦-格拉布费尔德县和图林根州的格拉布费尔德市镇以其命名。